# Mathieu III. de Montmorency
Mathieu III. (deut: Matthäus; † 1270) war ein Herr von Montmorency aus dem Haus Montmorency. Er war ein Sohn des Bouchard V. de Montmorency und der Isabella. Er war verheiratet mit Jeanne de Brienne, einer Tochter des Érard I. de Brienne, Herr von Ramerupt. Ihr Sohn war Mathieu IV. († 1305). Im Jahr 1270 nahm Mathieu III. am siebten Kreuzzug teil und starb vor Tunis an einer Dysenterie.
Siehe auch
Stammliste der Montmorency

## Quelle
- Liste des Chevaliers croisés aves Saint Louis en 1269, hrsg. von M. Daunou in: Recueil des Historiens des Gaules et de la France 20 (1840), S. 307